# Paranthrene tabaniformis synagriformis
Paranthrene tabaniformis synagriformis é uma subespécie de insetos lepidópteros, mais especificamente de traças, pertencente à família Sesiidae.
A autoridade científica da subespécie é Jules Pierre Rambur, tendo sido descrita no ano de 1866.
Trata-se de uma subespécie presente no território português.